# 孔最穴
孔最穴是属于手太陰肺經的腧穴，是肺經的郄穴。

## 定位
前臂掌面桡側，尺澤與太淵連線上，腕橫紋上7寸。

## 主治
咳嗽、氣喘、咯血、咽喉腫痛、肘臂疼痛。

## 操作
直刺0.5-1.2寸，可灸。